# Sawang Teubee
Sawang Teubee is een bestuurslaag in het regentschap Aceh Barat van de provincie Atjeh, Indonesië. Sawang Teubee telt 683 inwoners (volkstelling 2010).